# Better with You
Better with You è una situation comedy statunitense creata da Shana Goldberg-Meehan e prodotta dalla Warner Bros. Television per la ABC, che ha trasmesso la serie televisiva a partire dal 22 settembre 2010.
In Italia è stata trasmessa dal 25 luglio 2011 sul canale pay Mya di Mediaset Premium e dal 4 maggio 2013 in chiaro su Canale 5.

## Trama
La serie ruota attorno a tre diverse relazioni intrecciate in una sola famiglia formata da Joel e Vicky Putney, i genitori, Maddie e Mia le figlie, Ben, il ragazzo storico di Maddie e Casey il fidanzato di Mia.
Maddie è fidanzata felicemente con Ben da nove anni, senza mai considerare di passare al passo successivo, il matrimonio e ritengono la loro convivenza una "ragionevole scelta di vita". Al contrario, sua sorella Mia, fidanzata con Casey da sole sette settimane, annuncia l'intenzione di sposarsi e di aspettare un figlio. Con grande sorpresa di Maddie, Joel e Vicky approvano la scelta di Mia. I due, dopo 35 anni di matrimonio e aver perso i risparmi di una vita nella recente crisi economica, hanno infatti deciso di adottare la filosofia del "cogli l'attimo". Maddie e Ben si ritroveranno così ad interrogarsi sullo stadio della loro relazione.
Gli episodi faranno spesso paragoni tra le tre coppie, dove situazioni identiche vengono affrontate diversamente a seconda degli anni di convivenza accumulati.

## Personaggi e interpreti
- Maddie Putney, interpretata da Jennifer Finnigan, avvocatessa
- Mia Putney, interpretata da Joanna García, fondatrice di un sito web per la personalizzazione di gadget
- Ben Coles, interpretato da Josh Cooke, direttore di un albergo
- Casey Davenport, interpretato da Jake Lacy, musicista in una band metal d'avanguardia
- Vicky Putney, interpretata da Debra Jo Rupp, casalinga
- Joel Putney, interpretato da Kurt Fuller, analista finanziario

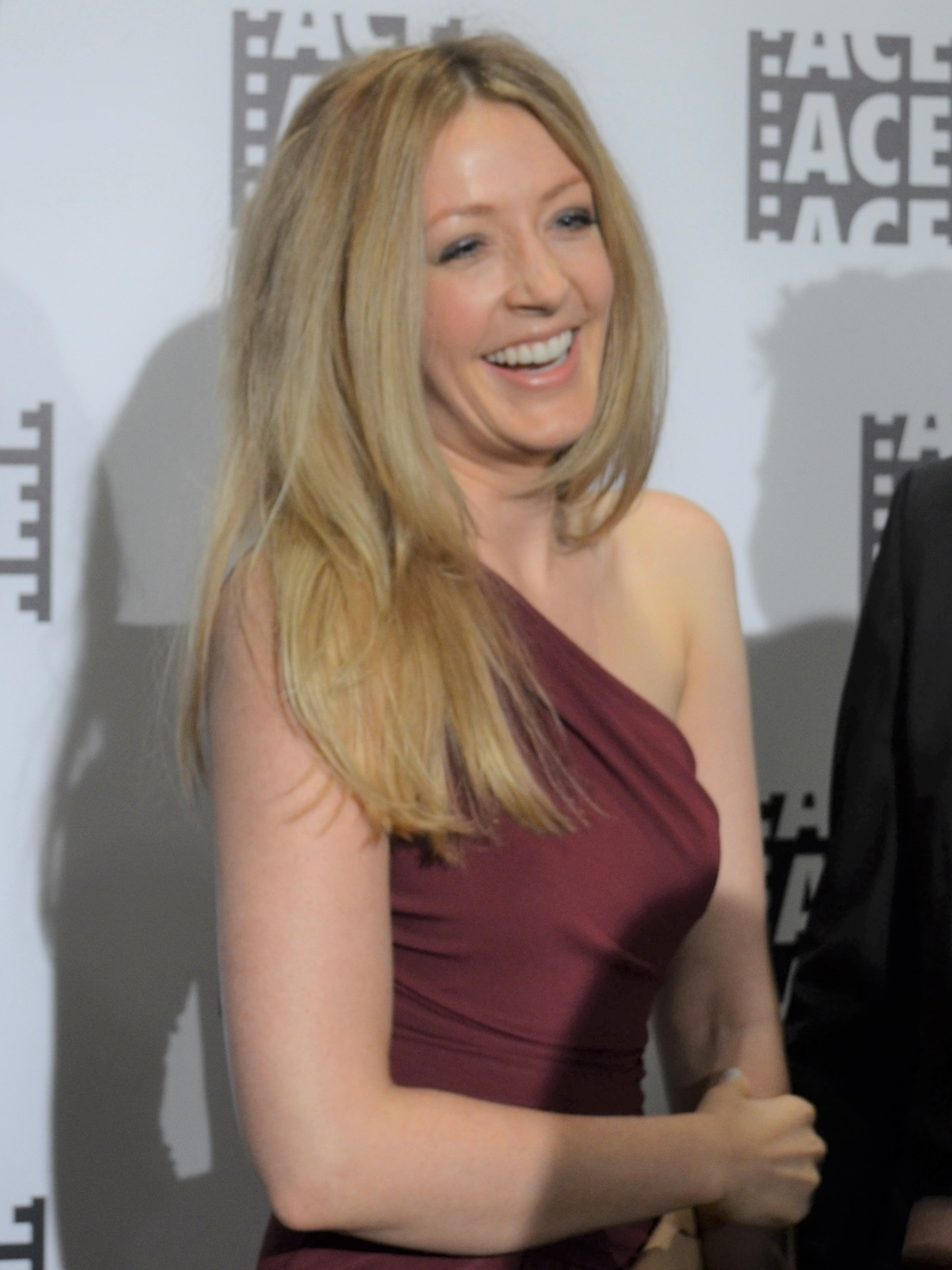
Jennifer Finnigan interpreta Maddie Putney
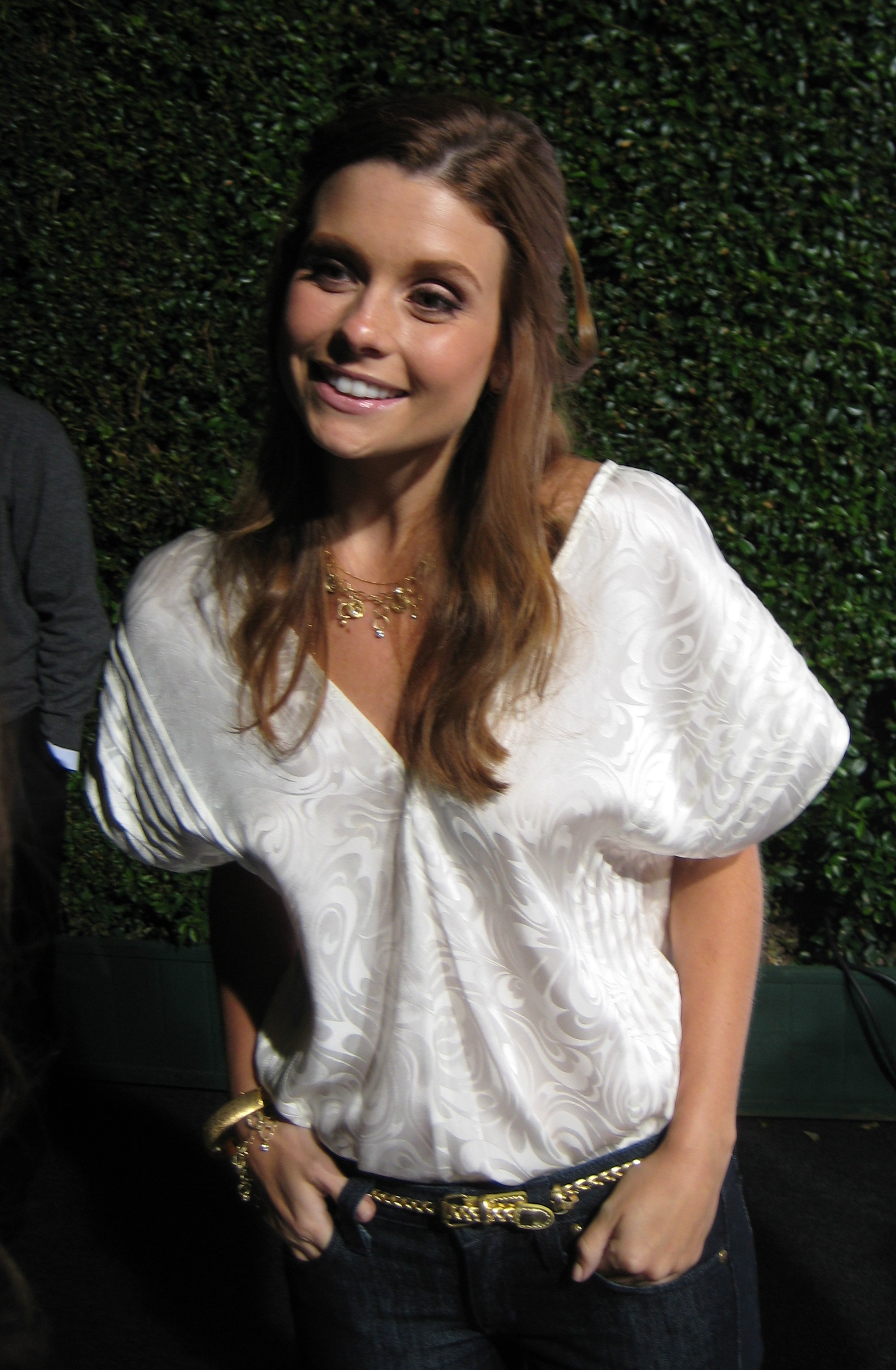
Joanna García interpreta Mia Putney
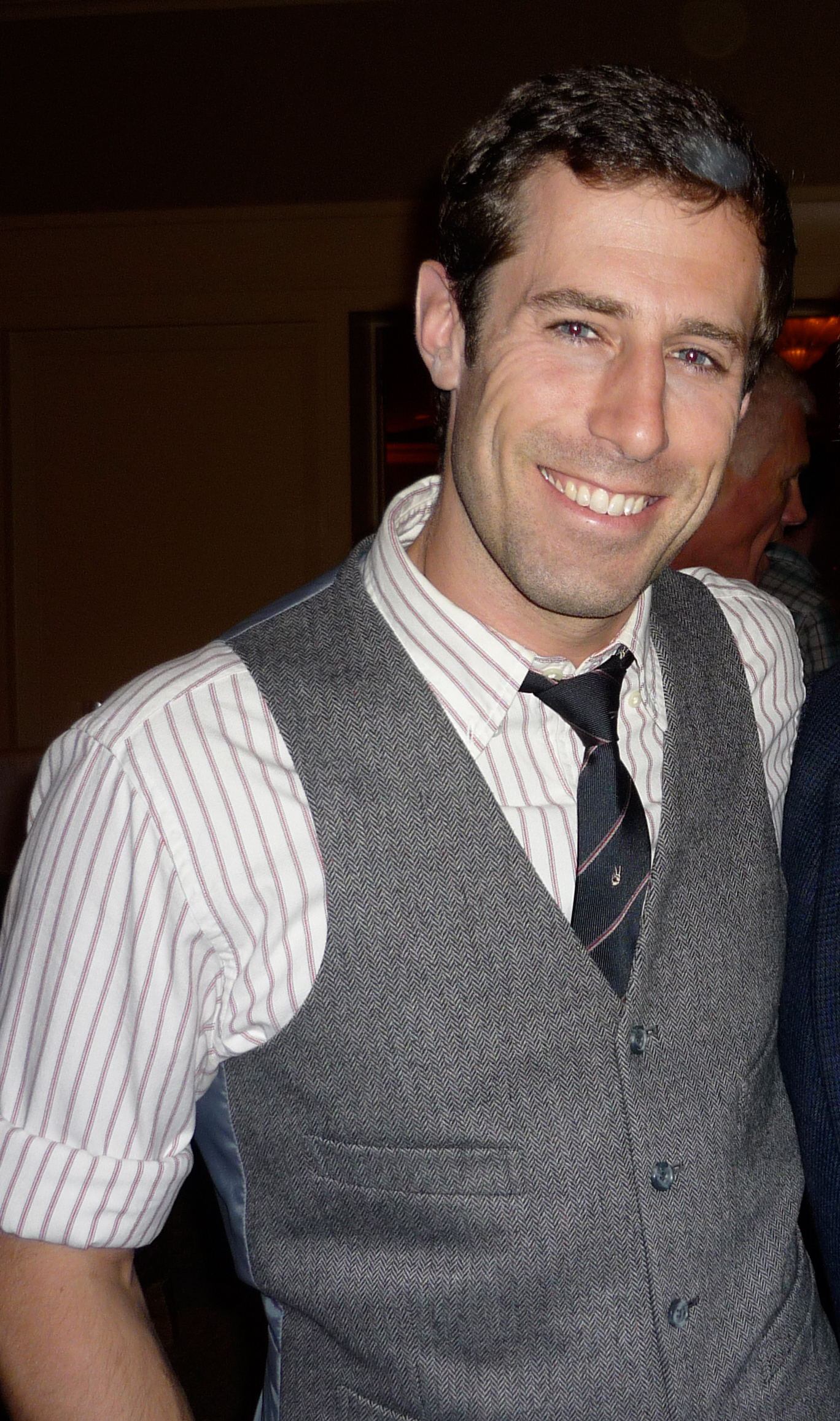
Josh Cooke interpreta Ben Coles
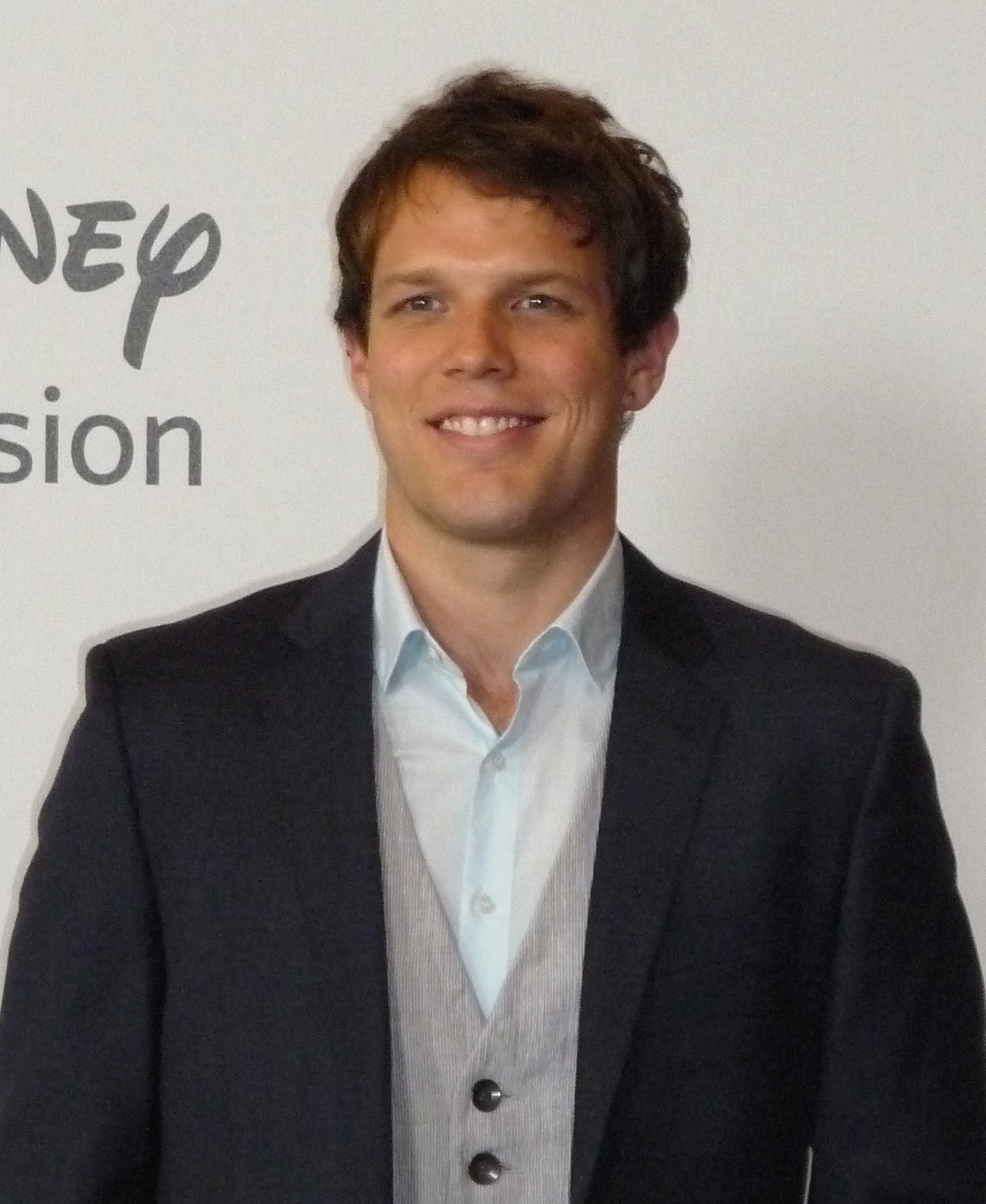
Jake Lacy interpreta Casey Davenport
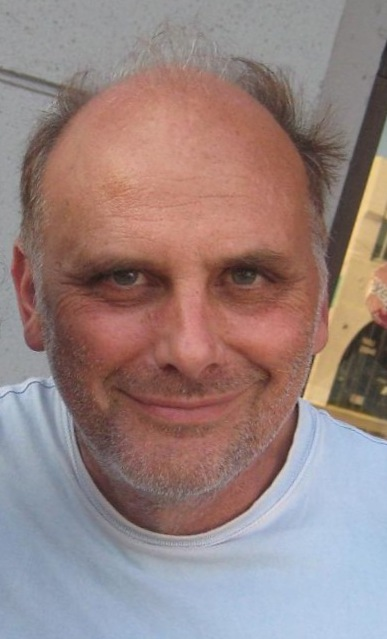
Kurt Fuller interpreta Joel Putney

## Episodi
| Stagione       | Episodi | Prima TV USA | Prima TV Italia |
| -------------- | ------- | ------------ | --------------- |
| Prima stagione | 22      | 2010-2011    | 2011            |

## Produzione
La serie, prima di assumere il nome attuale, era conosciuta con i titoli di lavorazione Better Together, Leapfrog e That Couple. Dopo aver visionato la sceneggiatura scritta da Shana Goldberg-Meehan, già autrice di Friends, la ABC approvò la produzione dell'episodio pilota il 15 gennaio 2010. Il 25 gennaio 2010 Joanna García è stata la prima attrice ad entrare nel cast, per interpretare il ruolo di Mia. Tra febbraio e marzo furono ingaggiati anche Jennifer Finnigan, per il ruolo di Maddie, la sorella di Mia; Josh Cooke, per interpretare Ben, il fidanzato di Maddie; Debra Jo Rupp e Kurt Fuller, per interpretare i genitori delle due ragazze; e Jake Lacy per il ruolo del fidanzato di Mia, Casey.
La produzione di una prima stagione per la stagione televisiva 2010-2011 fu approvata definitivamente il 18 maggio 2010. Il 13 maggio 2011 la ABC annunciò di non aver rinnovato la serie per una seconda stagione.